# I'm Ready (пісня Мадді Вотерса)
«I'm Ready» — пісня американського блюзового співака і гітариста Мадді Вотерса, випущена синглом у 1954 році на лейблі Chess. У 1954 році пісня посіла 4-е місце в чарті R&B Singles журналу «Billboard». 

## Оригінальна версія
13 вересня 1954 року Мадді Вотерс повернувся до студії Chess, яка стала для нього вже тринадцятою того року. На сесії була записана «I'm Ready», яку написав Віллі Діксон. У записі взяли участь Мадді Вотерс (вокал, гітара), Літтл Волтер (губна гармоніка), Джиммі Роджерс (гітара), Отіс Спенн (фортепіано), Віллі Діксон (контрабас) і Фред Білоу (ударні). Пісня була випущена у жовтні 1954 року на синглі (Chess 1579) із «I Don't Know Why» на стороні «Б». У 1954 році вона стала хітом і посіла 4-е місце в чарті R&B Singles журналу «Billboard».
У 1958 році була включена до дебютного альбому-компіляції Вотерса The Best of Muddy Waters (1958), виданого на Chess. У 1971 році Chess включили пісню до збірки McKinley Morganfield a.k.a. Muddy Waters.
Пізніше Мадді Вотерс перезаписав пісню для альбомів Fathers and Sons (1969) і The London Muddy Waters Sessions (1971). У 1978 році він перезаписав пісню, яка стала заглавною для однойменного альбому I'm Ready. Альбом, який був спродюсований Джонні Вінтером, виграв премію Греммі у 1978 році.

## Інші версії
Пісню перезаписали інші виконавці, зокрема Джон П. Геммонд (1964), Отіс Спенн для The Blues Never Die! (1965; Вотерс взяв участь у записі як гітарист), Джуніор Веллс (1968) для Sings Live at the Golden Bear (1969), Кері Белл для Carey Bell's Blues Harp (1969), Бадді Гай (листопад 1969) для Hold That Plane! (1972), Фредді Кінг для Woman Across the River (1973), Альберт Кінг для Albert (1976), Сонні Ландрет для Blues Attack (1981), Лакі Пітерсон (1992), Пол Роджерс з Браяном Меєм для Muddy Water Blues: A Tribute to Muddy Waters (1993), Джордж Торогуд (1993), Меджик Слім і The Teardrops (1993—95) для концертного альбому Pure Magic (2014), Aerosmith для Honkin' on Bobo (2004) та ін.

## Визнання
У 1987 році пісня «I'm Ready» в оригінальному виконанні Мадді Вотерса (Chess, 1954) була включена до Зали слави блюзу в категорії «Класичний блюзовий запис — сингл/пісня».